# Derectaotus longipalpis
Derectaotus longipalpis is een rechtvleugelig insect uit de familie Mogoplistidae. De wetenschappelijke naam van deze soort is voor het eerst geldig gepubliceerd in 1960 door Lucien Chopard.